# Ostoja (województwo zachodniopomorskie)
Ostoja (do 1945 niem. Schadeleben) – osada w Polsce położona w województwie zachodniopomorskim, w powiecie polickim, w gminie Kołbaskowo.
W latach 1975–1998 miejscowość położona była w województwie szczecińskim.

## Historia
Już w XVI w. istniał tu folwark. Na początku XIX w. wybudowano klasycystyczny, parterowy dwór otoczony parkiem angielskim. W drugiej połowie XIX w. do dworu dobudowano okazałe, neogotyckie skrzydło, nadając mu cechy pałacyku, a park powiększono. Od pocz. XIX w. do pocz. II wojny światowej na okolicznych polach znajdowała się plantacja buraków cukrowych, które przerabiano w znajdującej się nieopodal cukrowni.
Posiadłość często zmieniała właścicieli. Przez kilka lat po wojnie mieścił się tu PGR, a w 1955 majątek przekazano Akademii Rolniczej w Szczecinie, która utworzyła tu Rolniczy Zakład Doświadczalny. Od 2005 w pałacu (zwanym oficjalnie dworem) znajdował się, należący do ZUT, Ośrodek Szkoleniowo-Badawczy w Zakresie Energii Odnawialnej. 
W grudniu 2022 dwór wraz z zabudowaniami folwarcznymi i parkiem dworskim wykupiła gmina Kołbaskowo. W 2023 przeprowadzono remont dworu, a na 2024 zaplanowano rewitalizację parku.

## Transport
Ostoja połączona jest ze Szczecinem miejską linią autobusową.